# Abdullah Yusuf Azzam
Abdullah Yusuf Azzam (Arabisch: عبدالله يوسف عزام) (Silat al-Harithiyya (Westelijke Jordaanoever), 1941 - Pesjawar, 24 november 1989), ook bekend onder de namen Sjeik Azzam of de “Godfather van de Jihad”, was een centraal persoon in de ontwikkeling van de wereldwijd opererende militante islamistische bewegingen. Azzam bouwde een wetenschappelijke, ideologische en praktische paramilitaire infrastructuur voor de mondialisering van islamitische bewegingen die tot dan toe gefocust waren op afzonderlijke nationale vrijheidsstrijden.
Azzams filosofische rationalisatie van de wereldwijde jihad en praktische benadering van werving en training van moslimmilitanten vanuit verschillende delen van de wereld, kwamen tot bloei gedurende de oorlog in Afghanistan tegen de Sovjet-bezetters. Dit is achteraf bezien de bakermat van Al Qaida geweest.

## Jeugd
Abdullah Yusuf Azzam is geboren in 1941 in het dorpje As-ba'ah Al-Hartiyeh, in de provincie Jenin, op de Westelijke Jordaanoever in het toenmalige Britse mandaatgebied Palestina. Na zijn schoolopleiding in zijn geboortedorp en een landbouwstudie ging hij islamitisch recht (fiqh en sharia) studeren aan de Universiteit van Damascus, waar hij in 1966 afstudeerde. Na de Zesdaagse Oorlog in 1967 en de daarop volgende Israëlische bezetting van de Westelijke Jordaanoever vluchtte hij naar Jordanië waar hij zich aansloot bij de Palestijnse afdeling van de Moslimbroederschap.
Azzam nam deel aan paramilitaire operaties tegen de Israëlische bezetting maar werd gedesillusioneerd door het lokale karakter van het Palestijnse verzet. 
Hij ging naar Egypte om zich verder te verdiepen in de sharia en kwam in contact met Omar Abdel-Rahman, Ayman al-Zawahiri en andere volgers van Saïd Qutb. Qutb was een bijzonder invloedrijke en extremistische leider van de voorheen gematigde Moslimbroederschap, die in 1966 op orders van president Gamal Abdel Nasser was geëxecuteerd. Azzam nam elementen uit Qutbs ideologie over, inclusief het geloof in een niet te voorkomen “clash of civilizations” tussen de islamitische en niet-islamitische samenlevingen. Ook wilde hij de verschillende Arabische regeringen gewelddadig omverwerpen om een islamitische staat te stichten.
Later, toen Azzam aan de Koning Abdul Aziz Universiteit in Djedda, Saoedi-Arabië doceerde, studeerde Osama bin Laden daar en hier hebben zij elkaar vermoedelijk voor het eerst ontmoet.

## In Pakistan en Afghanistan
Toen de Sovjet-Unie buurland Afghanistan binnenviel en bezette in 1979 vaardigde Azzam een fatwa, uit die zowel de Afghaanse als de Palestijnse vrijheidsstrijd als heilige oorlog bestempelde, waarbij het opkomen voor de onafhankelijkheid van moslims eenieders plicht was. 
In 1980 ging Azzam naar Pakistan. Hij begon met lesgeven aan de Internationale Islamitische Universiteit in Islamabad. Vrij snel daarna richtte hij de Maktab al-Khadamat (Service Bureau) in Pesjawar en paramilitaire trainingskampen in Afghanistan op om internationale vrijwilligers klaar te stomen voor de strijd in Afghanistan. In 1984 kwam ook Osama bin Laden naar Pesjawar en met zijn geld kon Azzam de Afghaans-Arabische jihad nog meer steunen. Een samenloop van omstandigheden, met als ingrediënten de inzet en ideeën van Azzam, het geld van Osama bin Laden en de militaire steun van de CIA, legde zo de fundamenten voor wat in 2001 Al Qaida genoemd zou gaan worden. 
Azzam was een centrale figuur, zowel voor de veldcommandanten in Afghanistan waar hij onderlinge conflicten oploste, als voor de centrale ideologie van de naar schatting 20.000 islamitische rekruten die in Afghanistan aanwezig waren. In 1980 reisde Azzam nog door het Midden-Oosten, Europa en zelfs de Verenigde Staten waar hij geld inzamelde voor de strijd. Toen al preekte hij de gewelddadige jihad, maar de Amerikanen waren zo sterk gefocust op hun Koude Oorlog met de Sovjet-Unie dat ze geen oog hadden voor de gevaarlijke beweging die zich ondertussen ontwikkelde. 
Op 24 november 1989 werd Azzam samen met zijn twee zonen het slachtoffer van een aanslag. Na zijn dood werden zijn ideologie en verwante paramilitaire handboeken op schrift en later via het internet verspreid en nog steeds vormen zij een belangrijke basis voor de ideologie die ten grondslag ligt aan het islamitisch fundamentalisme.